# Ahmed Alaoui
Ahmed Alaoui (ur. 1949) – marokański piłkarz grający na pozycji napastnika.

## Kariera klubowa
Ahmed Alaoui podczas kariery piłkarskiej występował w klubie RS Settat.

## Kariera reprezentacyjna
W reprezentacji Maroka Ahmed Alaoui grał w na przełomie lat sześćdziesiątych i siedemdziesiątych.
W 1970 roku uczestniczył w Mistrzostwach Świata 1970.
Na Mundialu w Meksyku Alaoui wystąpił w meczach Maroka z Peru i Bułgarią.